# Lathrolestes ruwenzoricus
Lathrolestes ruwenzoricus är en stekelart som först beskrevs av Pierre L. G. Benoit 1955.  Lathrolestes ruwenzoricus ingår i släktet Lathrolestes och familjen brokparasitsteklar. Inga underarter finns listade i Catalogue of Life.